# Dylan George
Dylan George (Beverwijk, 7 giugno 1998) è un calciatore olandese, attaccante dell'ADO '20.

## Caratteristiche tecniche
È un esterno destro.

## Carriera
Cresciuto nelle giovanili del Twente, esordisce il 4 marzo 2017 in un match vinto 2-1 contro il Willem II. Segna la sua prima rete il 14 maggio seguente, siglando la rete del momentaneo 1-1 nel match perso 5-3 contro il Groningen.

## Statistiche

### Presenze e reti nei club
Statistiche aggiornate al 22 maggio 2017.
| Stagione        | Squadra         | Campionato      | Campionato | Campionato | Coppe nazionali | Coppe nazionali | Coppe nazionali | Coppe continentali | Coppe continentali | Coppe continentali | Altre coppe | Altre coppe | Altre coppe | Totale | Totale |
| Stagione        | Squadra         | Comp            | Pres       | Reti       | Comp            | Pres            | Reti            | Comp               | Pres               | Reti               | Comp        | Pres        | Reti        | Pres   | Reti   |
| --------------- | --------------- | --------------- | ---------- | ---------- | --------------- | --------------- | --------------- | ------------------ | ------------------ | ------------------ | ----------- | ----------- | ----------- | ------ | ------ |
| 2016-2017       | Twente          | ERE             | 8          | 1          | CO              | 0               | 0               |                    | -                  | -                  |             | -           | -           | 8      | 1      |
| Totale carriera | Totale carriera | Totale carriera | 8          | 1          |                 | 0               | 0               |                    | -                  | -                  |             | -           | -           | 8      | 1      |